# カーク・カズンズ
カーク・ダニエル・カズンズ（Kirk Daniel Cousins, 1988年8月19日 - ）は、アメリカ合衆国イリノイ州バリントン出身のプロアメリカンフットボール選手。NFLのアトランタ・ファルコンズに所属している。ポジションはクォーターバック。

## 経歴

### プロ入り前
ミシガン州立大学に入学したカズンズは、2007年シーズンを赤シャツとして過ごした。翌2008年にブライアン・ホイヤーの控えQBを務めたあと、2009年に先発QB争いに勝利して先発QBに昇格した。その年は12試合に出場し、19TD、9INTを投げた。2011年シーズンは11勝３敗でチーム史上初のビッグ・テン・カンファレンス決勝に勝ち進んだ。

### ワシントン・レッドスキンズ

#### 2012年

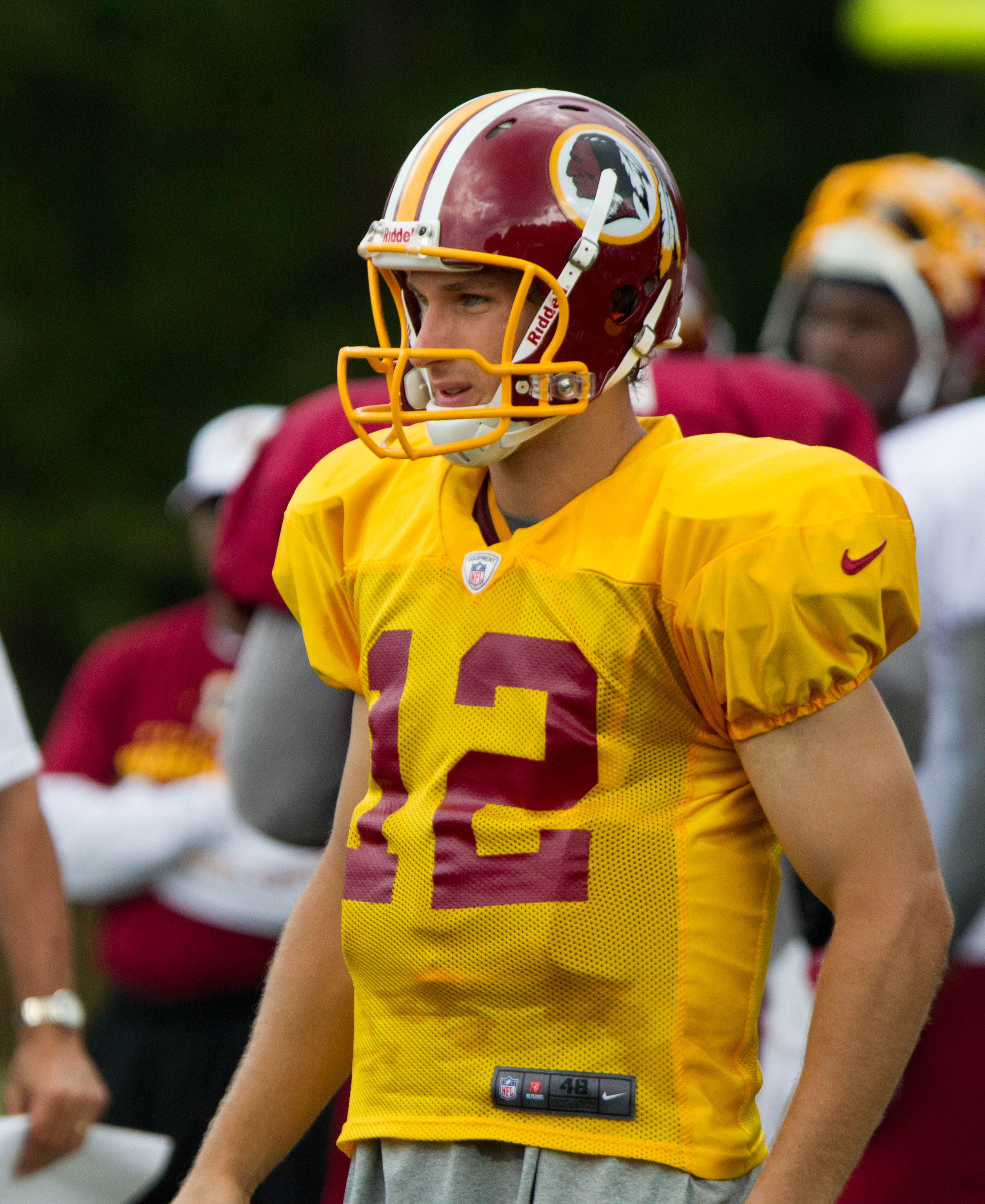
2012年のトレーニング・キャンプでのカズンズ

ミシガン州立大学から2012年のNFLドラフトの4巡でワシントン・レッドスキンズに指名されて入団した。レッドスキンズはその年、ドラフト1巡全体2位で2011年にハイズマン賞を受賞したロバート・グリフィン3世（RG3）をトレードアップした上で指名したことから、カズンズの指名は驚きをもって迎えられた。この年のドラフトと同様にレッドスキンズは1994年のドラフトで1巡にヒース・シューラーを指名し、7巡にガス・ファーロットを指名したことがあった。
2012年5月31日に4年契約を結んだ。プレシーズン第2戦のシカゴ・ベアーズ戦の第4Qに3TDパスを投げた。プレシーズン最終戦のタンパベイ・バッカニアーズ戦でもパス27回中15回成功、222ヤードを獲得、元先発QBのレックス・グロスマンとの争いに勝ち、控えQBの座を手に入れた。
第5週のアトランタ・ファルコンズ戦で、脳震盪により退場したグリフィンに代わって第3Q途中から試合に出場した。カズンズは、サンタナ・モスに77ヤードのパスを投げ、プロ初TDパスを記録した。しかしその後は2INTを投げ、試合には敗れた。第14週のボルチモア・レイブンズ戦でも負傷したグリフィンに代わって出場、残り29秒にピエール・ガーソーンへのTDパスを決め、さらに2ポイントコンバージョンを自らのドロープレーで決めて同点に追いついた。この試合チームはオーバータイムの末、31-28で勝利した。第15週のクリーブランド・ブラウンズ戦で初先発、前半はスロースタートだったが、後半に28得点をあげた。この試合でパス37回中26回成功、329ヤードを獲得、2TDをあげた。この週のNFL週間最優秀新人選手に選ばれた（同年、チームメートのグリフィンとアルフレッド・モリスも週間最優秀新人選手に選ばれている。）。この年3試合に出場、466ヤード、4TD、3INTの成績を残した。チームは10勝6敗でプレーオフに進出、ワイルドカードプレーオフのシアトル・シーホークス戦の第4Qに負傷したグリフィンに代わって出場、パス10回中3回成功31ヤードに終わりチームを勝利に導くことはできなかった。

#### 2013年
2013年12月11日、カズンズがグリフィンに代わってシーズンの残り試合を先発することが発表された。またグロスマンが控えQBとなった。第15週のアトランタ・ファルコンズ戦ではパス45回中29回成功、381ヤードを獲得、3TD、2INTの成績を残したが26-27で敗れた。この年は5試合に出場し、854ヤード、4TD、7INTに終わった。

#### 2014年
2014年2月2日、レッドスキンズからのトレードを志願していることを明かした。3月に背番号12をアンドレ・ロバーツに譲り、高校、大学時代の背番号8となった。第2週のジャクソンビル・ジャガーズ戦で足首を脱臼したグリフィンに代わって交代出場、250ヤードを獲得、2TDをあげた。第3週のフィラデルフィア・イーグルス戦で先発、427ヤードを獲得したがチームは34-37で敗れた。第4週のニューヨーク・ジャイアンツ戦は1TD、4INT、1ファンブルロストと散々な成績に終わった。第5週のシアトル・シーホークス戦ではデショーン・ジャクソンへの68ヤードのTDパスを含む2TD、0INTの成績をあげたがチームは17-27で敗れた。第7週のテネシー・タイタンズ戦にも先発したが、低調なパフォーマンスであったため、ハーフタイム終了後、コルト・マッコイが交代出場、それ以降シーズン中出場機会は与えられなかった。

#### 2015年
2015年8月31日、グリフィンとの争いに勝ち、先発QBに任命された。10月4日のフィラデルフィア・イーグルス戦では第4Q残り1分を切ったところで、ピエール・ガーソーンへのTDパスで90ヤードの逆転TDドライブを締めくくった。10月25日のタンパベイ・バッカニアーズ戦では317ヤードを獲得し、4TD（パス3回、ラン1回）をあげて、0-24とリードされたところからチーム史上最多得点差からの逆転劇を演じた。この試合で彼は33回のパスを成功させ、2007年にジェイソン・キャンベルが作ったチーム記録に並んだ。試合後レポーターの前で興奮した様子で、"You like that?!" と叫んだ。この台詞は後に彼のキャッチフレーズになった。11月15日のニューオーリンズ・セインツ戦で自己ベストとなる4TDパスを投げ、この試合のQBレイティングは満点の158.3となった。20本以上のパスを投げたQBがレイティングで満点を取ったのは、レッドスキンズでは1950年以来であった。12月20日のバッファロー・ビルズ戦でも4TDパス、1TDランをあげた。翌週のフィラデルフィア・イーグルス戦では、前半残り6秒に相手レッドゾーン内に攻め込みながらニーダウンをしたが、4TDをあげた。2試合連続で4TDパスを投げた彼の活躍でチームはNFC東地区で優勝、3年ぶりにプレーオフ進出を果たした。この年ホームゲームではパス成功率74.7%をマーク、この記録はパスを100回以上投げたQBのNFL記録となり、ホームでは6勝2敗の成績を残した。1シーズンで3回4TDパスを投げたQBはレッドスキンズでは1970年のソニー・ジャーゲンセン以来のことであった。翌年1月3日のダラス・カウボーイズ戦でシーズン通算4166ヤードに記録を伸ばし、1986年にジェイ・シュローダーが作った4109ヤードのチーム記録を更新した。また29TDパスも1967年にジャーゲンセンが作った31TDに次ぐチーム歴代2位の記録であった。パス成功率も1945年にサミー・ボウが記録した70.3%に次ぐ69.8%であった。

#### 2016年

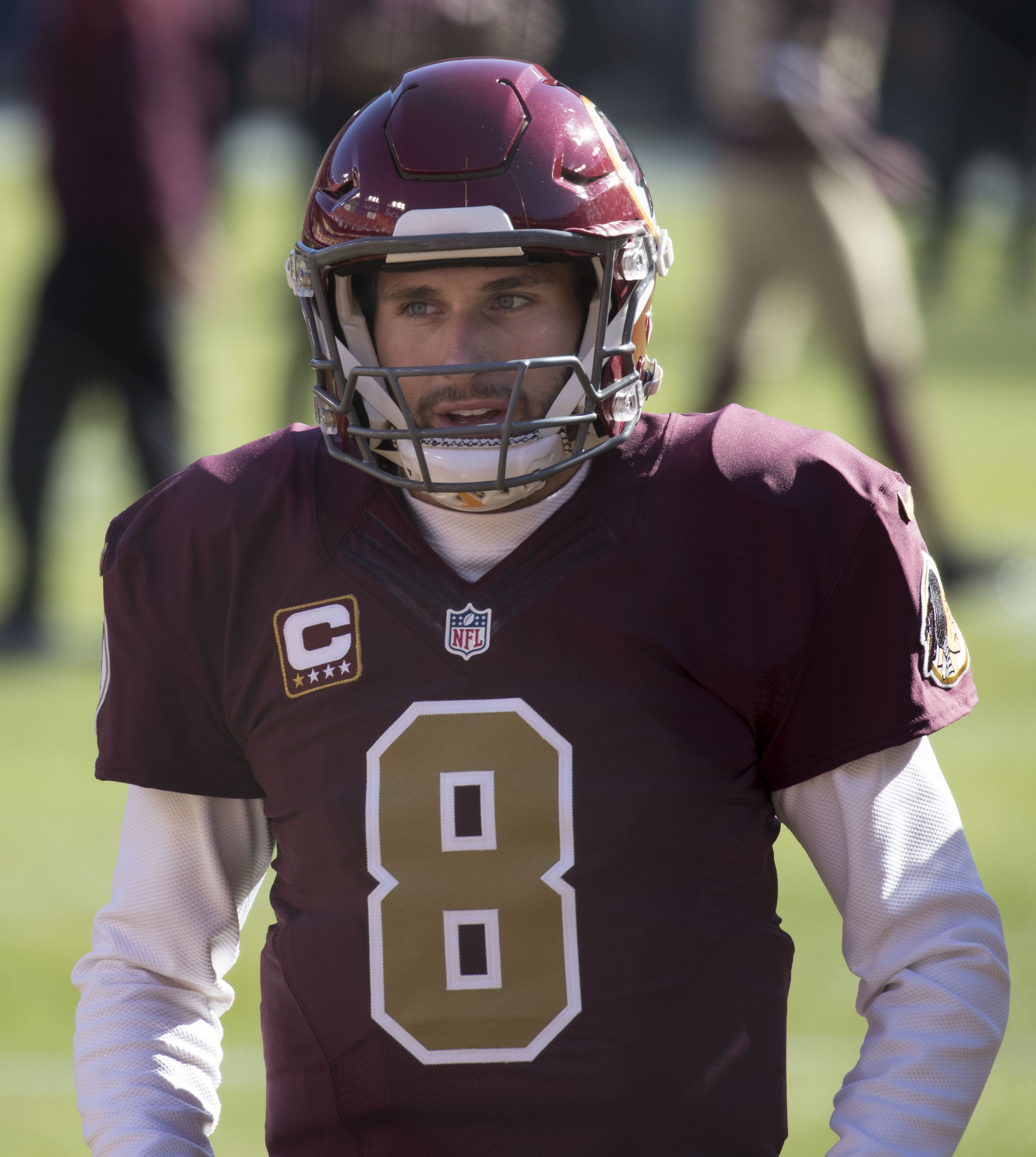
バイキングス戦前のカズンズ

2016年、無制限フリーエージェントとなった彼は3月1日、レッドスキンズよりフランチャイズタグがつけられた。その結果、2000万ドルの契約が保証され、他チームが彼を獲得するにはドラフト1巡指名権2つが必要となった。
第8週のインターナショナルシリーズ、ウェンブリーで行われたシンシナティ・ベンガルズ戦では自己ベストの458ヤードを獲得、チームは27-27で引き分けた。第11週のグリーンベイ・パッカーズ戦で375ヤードを獲得、3TDをあげてNFCの週間最優秀選手攻撃部門に選ばれた。感謝祭の日に行われたダラス・カウボーイズ戦ではパス53回中41回成功、449ヤードを獲得、3TDをあげた。彼は11月の月間最優秀攻撃選手に選ばれた。クリスマスイブに行われたシカゴ・ベアーズ戦では自己ベストの2TDランをあげた。チームは8勝7敗1分でプレーオフは逃したが、この年ドリュー・ブリーズ、マット・ライアンに次ぐNFL3位となる4917ヤードを獲得した。また第51回スーパーボウルに出場するマット・ライアンの代役として初のプロボウルに選ばれた。プロボウルでは後半の大部分でプレーしたが、第4Qにインターセプトを喫し、その後CBアキブ・タリブにダウンフィールドでヒットされファンブルした。NFL Top 100 Players of 2017の70位に評価された。

#### 2017年
2017年、再度無制限フリーエージェントとなった彼は、2月28日にまたしてもフランチャイズタグがつけられた。同一選手に2年連続でフランチャイズタグがつけられるのは、QBとしては初めてのことであった。第3週のサンデーナイトフットボール、オークランド・レイダース戦ではパス30回中25回成功、365ヤードを獲得、3TDをあげて自身4度目の週間最優秀選手に選ばれた。第10週のミネソタ・バイキングス戦で2TDランをあげた。この年彼はパス540回中347回成功、3年連続で4000ヤード超えとなる4093ヤードを獲得、27TD、13INT、49回のランで179ヤードを獲得、4TDをあげた。チームは7勝9敗でプレーオフを逃した。

### ミネソタ・バイキングス

#### 2018年
2018年3月15日、ミネソタ・バイキングスとの間で3年8400万ドルの契約を結んだ。この契約はNFL史上最高額であり、それに加えてNFL史上初の全額保証契約となった。
第1週の49ers戦ではパス244ヤード、2TDを投げ、24-16で勝利した。翌週のグリーンベイ・パッカーズ戦では、425ヤード、4TD、1INTを投げたが、試合は29-29で引き分けとなった。第4週サーズデイナイトゲームとして行われたロサンゼルス・ラムズ戦では422ヤードを獲得、3TDをあげたが31-38で敗れた。6勝5敗1分で迎えた第14週のシアトル・シーホークス戦では7-21で敗れ、試合後にオフェンシブ・コーディネーターのジョン・デフィリッポが解任された。最終週までプレイオフ進出を争っていたが、勝てばプレイオフ進出確定となったシカゴ・ベアーズ戦でカズンズは132ヤード、1TDにとどまり、チームは10-24で敗れた。バイキングスでの最初のシーズンは4,298ヤード、30TD、10INTに終わった。

#### 2019年
2019年開幕戦のアトランタ・ファルコンズ戦ではパス10回中8回成功98ヤード獲得にとどまったが、28-12で勝利した。第2週のグリーンベイ・パッカーズ戦では230ヤードを獲得、1TD、2INT、16-21で敗れた。第4週のシカゴ・ベアーズ戦でTDパスなし、2ファンブルを喫し、6-16で敗れた。第6週のフィラデルフィア・イーグルス戦で333ヤードを獲得、4TD、1INTの成績を残し38-20で勝利した。第7週のデトロイト・ライオンズ戦でも337ヤードを獲得、42-30で勝利した。第11週のデンバー・ブロンコス戦では前半に20点リードを許したが、319ヤードを獲得、3TDをあげて27-23と逆転勝利した。第13週のシアトル・シーホークスとのマンデーナイトフットボールでは276ヤードを獲得、2TD、1INT、30-37で敗れた。この試合の敗戦でマンデーナイトフットボールの成績が0勝8敗となった。第16週のグリーンベイ・パッカーズ戦もマンデーナイトの試合であったが、122ヤード獲得、1TD、1INTで10-23と敗れた。この年3602ヤードを獲得、26TD、6INTの成績を残した。チームはワイルドカードプレーオフでオーバータイムにカイル・ルドルフへのTDパスが決まり、ニューオーリンズ・セインツを26-20で破ったが、ディビジョナルプレーオフのサンフランシスコ・フォーティナイナーズ戦で172ヤード獲得、1TD、1INT、10-27で敗れた。

#### 2020年
2020年3月17日、2年6600万ドルでバイキングスと契約延長を果たした。
2020年5月29日に発表されたスポーツ選手長者番付2020年版では、年収6050万ドルで9位（NFL選手中最高位）に選出された。シーズンは、全試合で先発出場を果たすも、7勝9敗でプレーオフ進出とはならなかった。

#### 2021年
このシーズン、カズンズはCOVID-19のワクチン接種を拒否して論議を呼んだが、NFLのプロトコルには従った。第17週前、COVID-19のリザーブリストに入れられて対グリーンベイ・パッカーズ戦には出場できなかった。自身三度目のプロボウル出場選手となった。

#### 2022年
2022年3月13日、3500万ドルの年俸を確約する2023年シーズンまでの1年間|の契約延長を決めた。 第15週ではインディアナポリス・コルツ相手に0-33からのNFL史上最大の逆転に貢献し、チームを5年ぶりの地区優勝に導いた。四度目のプロボウル選出を果たした。

#### 2023年
2023年10月29日の試合でアキレス腱を断裂し残りシーズンは欠場となった。シーズン後カズンズはアトランタ・ファルコンズと4年契約を結んだ。

### アトランタ・ファルコンズ

#### 2024年
第5週の試合においてパスで509ヤードを稼いでNFC週間最優秀攻撃選手に選出されるなど序盤は好調だったが、中盤以降は一転不調に陥り、第15週までにインターセプト数は16（その内第11週‐15週で9）、ファンブル数は12にのぼった。第16週からはルーキーのマイケル・ペニックス・ジュニアに先発の座を譲った。

## 私生活
2014年6月28日にジュリー・ハンプトンと結婚した。2人の間には2017年9月に第1子、2019年3月に第2子が誕生した。敬虔なクリスチャンとしても知られ、2020年1月にはTwitter上で2年かけて聖書を全て読み切ったと明かした。

## 詳細情報

### 年度別成績

#### レギュラーシーズン
| 年度      | チーム    | 背 番 号  | 試合 | 試合 | パス      | パス      | パス      | パス        | パス             | パス | パス | パス          | ラン      | ラン        | ラン             | ラン | サック    | サック        | ファンブル    | ファンブル |
| 年度      | チーム    | 背 番 号  | 出場 | 先発 | 成功 回数 | 試投 回数 | 成功 確率 | 獲得 ヤード | 平均 獲得 ヤード | TD   | Int  | レイテ ィング | 試行 回数 | 獲得 ヤード | 平均 獲得 ヤード | TD   | サック 数 | サック ヤード | ファン ブル数 | ロスト     |
| --------- | --------- | --------- | ---- | ---- | --------- | --------- | --------- | ----------- | ---------------- | ---- | ---- | ------------- | --------- | ----------- | ---------------- | ---- | --------- | ------------- | ------------- | ---------- |
| 2012      | WAS       | 12        | 3    | 1    | 33        | 48        | 68.8      | 466         | 9.7              | 4    | 3    | 101.6         | 3         | 22          | 7.3              | 0    | 3         | 27            | 1             | 0          |
| 2013      | WAS       | 12        | 5    | 3    | 81        | 155       | 52.3      | 854         | 5.5              | 4    | 7    | 58.4          | 4         | 14          | 3.5              | 0    | 5         | 32            | 3             | 2          |
| 2014      | WAS       | 8         | 6    | 5    | 126       | 204       | 61.8      | 1,710       | 8.4              | 10   | 9    | 86.4          | 7         | 20          | 2.9              | 0    | 8         | 70            | 2             | 2          |
| 2015      | WAS       | 8         | 16   | 16   | 379       | 543       | 69.8      | 4,166       | 7.7              | 29   | 11   | 101.6         | 26        | 48          | 1.8              | 5    | 26        | 186           | 9             | 3          |
| 2016      | WAS       | 8         | 16   | 16   | 406       | 606       | 67.0      | 4,917       | 8.1              | 25   | 12   | 97.2          | 34        | 96          | 2.8              | 4    | 23        | 190           | 9             | 3          |
| 2017      | WAS       | 8         | 16   | 16   | 347       | 540       | 64.3      | 4,093       | 7.6              | 27   | 13   | 93.9          | 49        | 179         | 3.7              | 4    | 41        | 342           | 13            | 5          |
| 2018      | MIN       | 8         | 16   | 16   | 425       | 606       | 70.1      | 4,298       | 7.1              | 30   | 10   | 99.7          | 44        | 123         | 2.8              | 1    | 40        | 262           | 9             | 7          |
| 2019      | MIN       | 8         | 15   | 15   | 307       | 444       | 69.1      | 3,603       | 8.1              | 26   | 6    | 107.4         | 31        | 63          | 2.0              | 1    | 28        | 206           | 10            | 3          |
| 2020      | MIN       | 8         | 16   | 16   | 349       | 516       | 67.6      | 4,265       | 8.3              | 35   | 13   | 105.0         | 32        | 156         | 4.9              | 1    | 39        | 256           | 9             | 5          |
| 2021      | MIN       | 8         | 16   | 16   | 372       | 561       | 66.3      | 4,221       | 7.5              | 33   | 7    | 103.1         | 29        | 115         | 4.0              | 1    | 28        | 197           | 12            | 2          |
| 2022      | MIN       | 8         | 17   | 17   | 424       | 643       | 65.9      | 4,547       | 7.1              | 29   | 14   | 92.5          | 31        | 97          | 3.1              | 2    | 46        | 329           | 7             | 3          |
| 2023      | MIN       | 8         | 8    | 8    | 216       | 311       | 69.4      | 2,331       | 7.5              | 18   | 5    | 103.8         | 14        | 25          | 1.8              | 0    | 17        | 110           | 7             | 4          |
| NFL：12年 | NFL：12年 | NFL：12年 | 150  | 145  | 3,465     | 5,177     | 66.9      | 39,471      | 7.6              | 270  | 110  | 98.2          | 304       | 958         | 3.2              | 19   | 304       | 2,207         | 91            | 39         |

- 2023年度シーズン終了時
- 太字は自身最高記録

#### ポストシーズン
| 年度 | チーム | 試合 | 試合 | パス      | パス      | パス      | パス        | パス             | パス | パス | パス          | ラン      | ラン        | ラン             | ラン | サック    | サック        | ファンブル    | ファンブル |
| 年度 | チーム | 出場 | 先発 | 成功 回数 | 試投 回数 | 成功 確率 | 獲得 ヤード | 平均 獲得 ヤード | TD   | Int  | レイテ ィング | 試行 回数 | 獲得 ヤード | 平均 獲得 ヤード | TD   | サック 数 | サック ヤード | ファン ブル数 | ロスト     |
| ---- | ------ | ---- | ---- | --------- | --------- | --------- | ----------- | ---------------- | ---- | ---- | ------------- | --------- | ----------- | ---------------- | ---- | --------- | ------------- | ------------- | ---------- |
| 2012 | WAS    | 1    | 0    | 3         | 10        | 30.0      | 31          | 3.1              | 0    | 0    | 40.0          | 1         | 0           | 0.0              | 0    | 0         | 0             | 1             | 0          |
| 2015 | WAS    | 1    | 1    | 29        | 46        | 63.0      | 329         | 7.2              | 1    | 0    | 91.7          | 2         | 2           | 1.0              | 1    | 6         | 59            | 3             | 0          |
| 2019 | MIN    | 2    | 2    | 40        | 60        | 66.7      | 414         | 6.9              | 2    | 1    | 90.5          | 2         | −1          | −0.5             | 0    | 8         | 56            | 0             | 0          |
| 2022 | MIN    | 1    | 1    | 31        | 39        | 79.5      | 273         | 7.0              | 2    | 0    | 112.9         | 1         | 1           | 1.0              | 1    | 0         | 0             | 0             | 0          |
| 計   | 計     | 5    | 4    | 103       | 155       | 66.5      | 1,047       | 6.8              | 5    | 1    | 93.7          | 6         | 2           | 0.3              | 2    | 14        | 115           | 4             | 0          |

- 2023年度シーズン終了時
- 太字は自身最高記録